# بيتر جوردن
بيتر جوردن (بالألمانية: Peter Jordan)‏ هو ممثل ألماني، ولد في 26 أبريل 1967 بدورتموند في ألمانيا.

## أعمال

### أفلام
- (2002) سولينو[4]
- (2009) الدولي[5]
- (2009) مطبخ الروح[6][7]

## وصلات خارجية
- بيتر جوردن على موقع IMDb (الإنجليزية)
- بيتر جوردن على موقع مونزينجر (الألمانية)
- بيتر جوردن على موقع قاعدة بيانات الأفلام العربية
- بيتر جوردن على موقع ألو سيني (الفرنسية)
- بيتر جوردن على موقع ميوزك برينز (الإنجليزية)
- بيتر جوردن على موقع أول موفي (الإنجليزية)
- بيتر جوردن على موقع ديسكوغز (الإنجليزية)
- بيتر جوردن على موقع قاعدة بيانات الفيلم (الإنجليزية)
- بيتر جوردن على موقع كينوبويسك (الروسية)
- بيتر جوردن على موقع كينوبويسك (الروسية)